# Mardżan
Mardżan (perski: مرجان), właśc. Shahla Safi Zamir (perski: شهلا صافی ضمیر) (ur. 14 lipca 1948 w Teheranie, zm. 6 czerwca 2020) – irańska piosenkarka i aktorka.

## Życiorys
W wieku 21 lat wystąpiła w filmie Donyaye Por Omid w reżyserii Ahmada Shirazi. W tym czasie zaczęła się posługiwać pseudonimem Mardżan, ponieważ jej prawdziwe imię było pseudonimem innej znanej wówczas aktorki Shahli Riahi. Na początku piosenki śpiewane przez postacie grane przez nią w filmach były w rzeczywistości wykonywane przez inne piosenkarki. Potem zaczęła również sama nagrywać piosenki, między innymi utwór „Kavire Del”, znany z repertuaru tureckiej piosenkarki Ajdy Pekkan. Po irańskiej rewolucji islamskiej przebywała przez pewien czas w więzieniu. W 2006 wyjechała z Iranu.

## Dyskografia

### Albumy studyjne
- 2008: Kavireh Del[5]
- 2009: Pomegranates - Persian Pop, Funk, Folk and Psych of the 60s And 70s[6]
- 2012: Khana Khana - Funk, Psychedelia And Pop from the Iranian Pre-Revolution Generation by Pharaway Sounds[6]
- 2019: Persian Love[5]

### Single
- „Kavire Del”
- „Sekeye Mah”
- „Shabhaye Khate Khati”
- „Golchin 2”
- „Konserte Marjan”
- „Khatereha”